# Carlo Demaria
Carlo Demaria (Rivarolo Canavese, 25 agosto 1810 – 1885) è stato un politico italiano.

## Biografia
Fu deputato del Regno di Sardegna in cinque legislature, eletto nel collegio di Rivarolo. Fu poi deputato del Regno d'Italia per una legislatura, per il collegio di Ciriè.